# Cang Jie

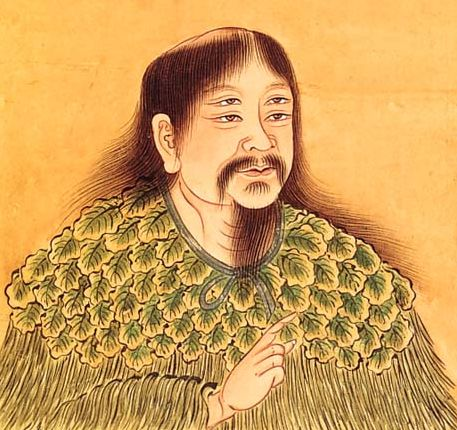
Representació mitològica de Cang Jie, amb quatre ulls i quatre parpelles

Cang Jie (Xinès tradicional: 倉頡, Xinès simplificat: 仓颉, pinyin: Cāngjié) （aproximadament 2667 aC—2596 aC) és una figura llegendària de l'antiga Xina, considerat un dels historiadors oficials de l'emperador Groc Huang Di, així com l'inventor dels caràcters xinesos.

## Llegenda de la creació dels caràcters
Poc després de la unificació de la Xina, l'emperador Groc estava terriblement decebut amb el sistema de comunicació de nusos en cordes, de manera que manà a Cang Jie buscar un sistema alternatiu d'escriptura. Aquest s'assegué a la vora d'un riu i es dedicà totalment a completar aquesta tasca. Per desgràcia, després de molt de temps dedicat i molta feina feta, no va aconseguir crear cap caràcter.
Un dia, Cang Jie veié un fènix que volava amb un objecte al bec. L'objecte caigué a terra des del bec del fènix just davant de Cang Jie, que veié que es tractava de la impressió d'una mena d'empremta animal. Veient-se incapaç de reconèixer a quin animal es tractava, demanà ajuda a un caçador que passava per allà. El caçador li digué que es tractava de l'empremta d'un pixiu, una empremta diferent a la de qualsevol altre animal.
De la conversa entre Cang Jie i l'emperador en sortí la idea que un sol dibuix podia representar les característiques úniques de qualsevol cosa existent al món. Així, Cang Jie començà a representar les característiques de tot allò que veia (el sol, la lluna, les estrelles, els núvols, etc.) en cada caràcter que creava, i a poc a poc, anà recopilant una llista de caràcters prou llarga com per a presentar-la com a nou sistema d'escriptura davant l'emperador Groc.

## Influència de Cang Jie
- Molts són els llocs de la Xina que tenen monuments o temples commemoratius del lloc on suposadament Cang Jie creà els caràcters xinesos, bàsicament a les províncies de Shandong, Henan, Hebei i Shaanxi.
- Un dels sistemes d'introducció de caràcters xinesos en ordinadors s'anomena Cangjie en honor d'aquest personatge.